# 第10回天皇杯全日本サッカー選手権大会
この項目では1931年2月8日および11日に開催されたア式蹴球全國優勝競技會（あしきしゅうきゅうぜんこくゆうしょうきょうぎかい）について記載する。なお、本大会は天皇杯全日本サッカー選手権大会の第10回大会に当たる。

## 概要
- 決勝戦は甲子園南運動場で開催されたが、東京以外での開催は初めてであった。

## 出場チーム
- 両洋クラブ（関西、初出場）
- 慶應BRB（関東、2年ぶり2回目）
- 名古屋蹴球団（中部、5年ぶり6回目）
- 関学クラブ（近畿、2年連続2回目）

## 結果
|  | 準決勝       | 準決勝     |               |  | 決勝 | 決勝 |
|  |              |            |               |  |      |      |
|  | 1930年2月8日 |            |               |  |      |      |
|  | 慶應BRB      | 6          |               |  |      |      |
|  | 名古屋蹴球団 | 3          |               |  |      |      |
|  |              |            | 1930年2月11日 |  |      |      |
|  | 慶應BRB      | 0          |               |  |      |      |
|  |              | 関学クラブ | 3             |  |      |      |
|  | 1930年2月8日 |            |               |  |      |      |
|  | 関学クラブ   | 8          |               |  |      |      |
|  | 両洋クラブ   | 5          |               |  |      |      |

## 主な出場選手
- 後藤靭雄（関学クラブ）
- 堺井秀雄（関学クラブ）
- 西邑昌一（関学クラブ）
- 市橋時蔵（慶應BRB）
- 松丸貞一（慶應BRB）

## 参考資料
- 第94回天皇杯全日本サッカー選手権大会大会パンフレット (p. 55)